# ポエ占い

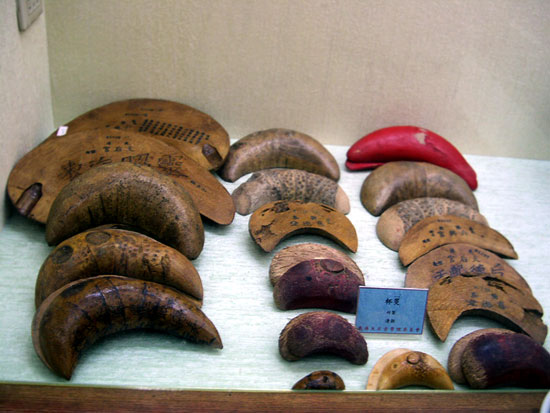
台湾彰化県の鹿港天后宮にあったポエ

ポエ占い（ポエうらない)あるいは神杯占い(しんぱいうらない)、中国語: 擲筊(ズージャオ)、台湾語白話字：跋桮(ボァ べウェ/Poa̍h-poe)、英語: (Poe divination）は台湾と中国の民間占いのひとつ。二枚貝を割ってできた形に見える2つの堅い石（各石は一面が丸く膨らみ他面が平らで、一側が丸く他側が直線）や、三日月型に削った赤い木(紅木)を使用する。これらを床に投げて落ちた4つの状態のひとつで、自分の行こうとしている方向が正しいか、間違っているかを占うというもの。  
この石を日本では台湾語の発音でポエ（poe、漢字では「杯」、「貝」、「盃」など、筊杯＝ジャオベイ、杯珓＝ベイジャオ）と呼び、初めは貝を使ったからとも言われる。これを利用した占いをポエ占い（zh:擲筊＝ポエを投げる）と呼び、石の3つの状態のうち、1つの石の平たい面が上に向く、もう1つの石の平たい面が下に向く状態は縁起がいいと見なされ、シンポエ（聖杯、聖盃）と呼ぶ。 
両方の杯が表を向いている場合は笑杯、両方の杯が裏を向いている場合は怒杯と呼ばれ、この2つの状態の時は、やり直しもう一度占い直す必要がある。

台湾、香港などでしばしば見られ、日本でも道教寺院（各地の関帝廟、媽祖廟など）でよく見られる。中国、台湾では仏教徒でもこの占いを行い、家庭に一つ置いてあることもある。 